# Vöröshasú gém
A vöröshasú gém (Ardeola rufiventris) a madarak (Aves) osztályának a gödényalakúak (Pelecaniformes) rendjébe, ezen belül a gémfélék (Ardeidae) családjába és a gémformák (Ardeinae) alcsaládjába tartozó faj.

## Előfordulása
Afrikában Angola, Botswana, Burundi, a Kongói Demokratikus Köztársaság , Kenya, Lesotho, Malawi, Mali, Mozambik, Namíbia, Ruanda, a Dél-afrikai Köztársaság, Szváziföld, Tanzánia, Uganda, Zambia és Zimbabwe területén honos.

## Megjelenése
Testhossza 39 centiméter, testtömege 300 gramm.

## Szaporodása
Fészekalja 2–5  tojásból áll.